# 1188
| Calendário gregoriano                                                        | 1188 MCLXXXVIII                                      |
| Ab urbe condita                                                              | 1941                                                 |
| Calendário arménio                                                           | 637 – 638                                            |
| Calendário bahá'í                                                            | -656 – -655                                          |
| Calendário budista                                                           | 1732                                                 |
| Calendário chinês                                                            | 3884 – 3885 Início a 30 de janeiro (aproximadamente) |
| Calendário copta                                                             | 904 – 905                                            |
| Calendário etíope                                                            | 1180 – 1181                                          |
| Calendários hindus - Vikram Samvat - Calendário nacional indiano - Cáli Iuga | 1243 – 1244 1109 – 1110 4288 – 4289                  |
| Calendário Holoceno                                                          | 11188                                                |
| Calendário islâmico                                                          | 584 – 585                                            |
| Calendário judaico                                                           | 4948 – 4949                                          |
| Calendário persa                                                             | 566 – 567                                            |
| Calendário rúnico                                                            | 1438                                                 |
| Calendário solar tailandês                                                   | 1731                                                 |

1188 (MCLXXXVIII, na numeração romana) foi um ano bissexto do século XII do Calendário Juliano, da Era de Cristo, e as suas letras dominicais foram  C e B (52 semanas), teve início a uma sexta-feira e terminou a um sábado.
No reino de Portugal estava em vigor a Era de César que já contava 1226 anos.
| Ano completo                          |
| ------------------------------------- |
| Ano bissexto com início à sexta-feira |

## Eventos
- Foral de Valhelhas, freguesia do actual concelho de Manteigas.
- D. Sancho I envia uma embaixada a Afonso II de Aragão para confirmação da paz.

## Nascimentos
- São Bonifácio, bispo de Lausanne, (m. 1265).

## Mortes
- 11 de Outubro - Robert I de Dreux "O grande" foi conde de Dreux e Senhor do Castelo de Brie-Comte-Robert, nasceu em 1123.